# Massimo Invrea
Massimo Invrea (Novara, 16 maggio 1898 – Varazze, 11 maggio 1976) è stato un militare e politico italiano, fu comandante del Raggruppamento Centri Militari.

## Biografia
Il padre era il marchese Pio Invrea, la madre Caterina dei Baroni Tola Amat. Fu allievo del corso 1913-16 della Scuola militare "Nunziatella" di Napoli.
Ufficiale d'artiglieria del Regio Esercito. Nel 1936 partì volontario per la guerra di Spagna nella brigata Fiamma Nera della M.V.S.N. del Corpo Truppe Volontarie. Durante la seconda guerra mondiale fu inviato in Albania. Rientrato nel 1942, fu in servizio allo Stato maggiore con il grado di tenente colonnello.
Il generale Ugo Cavallero, capo di stato maggiore dell'Esercito, di concerto con il ministro degli affari esteri Costanzo Ciano, istituì, il 1º maggio 1942, il Centro Militare Arabo o Centro Militare "A", e gli affidò il comando. Invrea aveva un'ottima conoscenza del Medio-Oriente ed era stato membro della delegazione siriana della Commissione di armistizio italo-francese .
Il reparto fu formato presso il deposito del 1º Reggimento "Granatieri di Sardegna" a Roma. A giugno del 1942, terminato l'addestramento di questo primo reparto, il Comando Supremo decise di sviluppare un'organizzazione più complessa, basata su Centri Militari inizialmente delle dimensioni di una compagnia di fanteria, omogenei per nazionalità, da impiegare per compiti informativi e per operazioni speciali .
Il 10 maggio 1942 fu costituito il Raggruppamento centri militari, sempre agli ordini di Invrea, dipendente dal SIM, e che riuniva quelle formazioni e il Battaglione d'Assalto "T", per operazioni di ricognizione, infiltrazione e sabotaggio dietro le linee nemiche. Era costituito da personale straniero composto da collaborazionisti, esuli, studenti e prigionieri di guerra nordafricani (400) ed indiani (200) e da cittadini italiani residenti in questi paesi, in particolare in Tunisia (1.200). Addestrata a Tivoli ed a Tarquinia (alla scuola paracadutisti), il 23 ottobre 1942 l'unità viene ridenominata Raggruppamento "Frecce Rosse", ma fu conosciuta anche come "Raggruppamento Invrea". 
Lo stesso Invrea consegnò la bandiera di combattimento alla presenza del Gran Mufti di Gerusalemme Amin al-Husseini
.
Dopo l'8 settembre 1943 Invrea aderì alla Repubblica Sociale Italiana.
Nel dopoguerra fu posto in congedo con il grado di generale, e aderì al Movimento Sociale Italiano di cui fu esponente della "sinistra" missina di Ernesto Massi, Giorgio Almirante e Giorgio Pini.
Nel 1951 fu componente del Comitato centrale. Dopo il congresso missino dell'Aquila del luglio 1952, lascia il partito insieme alla corrente dei "Gruppi Autonomi Repubblicani" ed è tra i fondatori del Raggruppamento Sociale Repubblicano, di cui è nominato segretario nazionale. Il partito si scioglie nel 1957 per confluire nel Partito Nazionale del Lavoro poi a sua volta scioltosi nei primi anni '60. .
In seguito Invrea sarà tra i componenti della Consulta d'Onore dell'Istituto Storico della RSI.

## Decorazioni
- Medaglia di bronzo al Valor Militare, Trijueque, 11 marzo 1937.
- Croce di Guerra al Valor Militare, Beirut, 8 giugno-11 luglio 1941.